# Partit del Poble Cors
El Partit del Poble Cors (cors Partitu u Populu Corsu, PPC) fou un partit polític cors. Fou fundat per Dominique Alfonsi el 1973 a partir del Front Regionalista Cors (FRC), de tendència marxista i que reclama per a Còrsega autonomia interna en el quadre de França.
Tenia uns 200 militants i el 17 de gener del 1973 llença la Chjama di Castellare, conjuntament amb els dirigents de l'Acció Regionalista Corsa. A començaments de 1982 va absorbir dos grupuscles, el Parti Communiste Corse (PCC) i el Fronte di u Populu Corsu (FPC). A les eleccions a l'Assemblea de Còrsega de 1982 va obtenir el 2,12% dels vots i un escó. A mitjans dels anys 1980 va desaparèixer.